# Stefan Paprikov

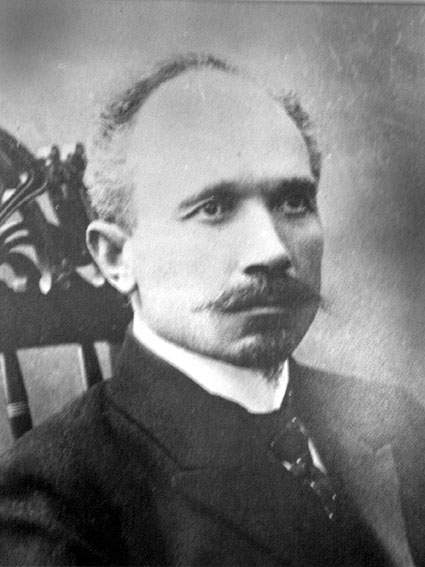
Stefan Paprikov

Stefan Georgiev Paprikov (Стефан Георгиев Паприков), född 24 april 1858 i Pirdop, död 30 maj 1920 i Sofia, var en bulgarisk general och politiker.
Paprikov fick sin militära utbildning i Sofia och Sankt Petersburg och blev 1896 generalstabschef. Under tiden 1899 till mars 1903 var han krigsminister under växlande ministerpresidenter, 1907–08 diplomatisk agent i Sankt Petersburg, under de betydelsefulla åren 1908–10 utrikesminister och återvände därefter till Sankt Petersburg som envoyé, på vilken post han kvarstod till 1912.